# Santa (Camerun)
Santa è un centro abitato del Camerun, situato nella Regione del Nordovest.